# Erick Pulga
Erick da Costa Faria, mais conhecido pelo apelido Erick Pulga (Fortaleza, 2 de outubro de 2000) é um futebolista brasileiro que atua como ponta. Joga pelo Bahia.

## Carreira

### Início
Nascido na capital do Ceará, Fortaleza, Pulga iniciou sua carreira no Grêmio Esportivo Pague Menos de sua cidade natal, ficando entre 2016 e 2019 no clube, onde atuou com o também futebolista Caio Vidal. Filho de uma vendedora de lanches e de uma marceneiro e tendo seis irmãos, Erick enfrentou dificuldades para seguir no futebol devido à falta de condições que sua família tinha, não tendo como arcar com sua passagem para deslocar-se para os treinamentos.

### River-PI
A fim de não perder sua chance, Pulga pegou com um amigo uma bicicleta emprestada e passou a ter como rotina pedalar por cerca de hora para ir treinar. O esforço valeu a pena após destacar-se no Campeonato Cearense Sub-20 de 2019 e chamar a atenção do River do Piauí, onde chegou em agosto do mesmo ano. Consequentemente, foi relacionado ao elenco que iria disputar a Copa São Paulo de Futebol Júnior de 2020.
Na primeira rodada do torneio, Pulga fez uma bonita jogada e fez o único gol da vitória sobre o Atlético Mineiro, chegando a emocionar-se ao fim da partida. Seu gol foi selecionado e concorreu ao prêmio Dener, de gol da rodada. Também marcou na terceira rodada, uma goleada por 6–1 sobre o Capital, de Tocantins, ajudando o clube a tornar-se o primeiro clube piauiense a classificar-se para a segunda fase da competição. Entretanto, acabou sofrendo uma lesão na clavícula na partida contra o Capital e desfalcou o time contra o São Bernardo na segunda fase, tendo seu time perdido por 3–1 e sido eliminado.
Apesar da derrota e da eliminação, seu desempenho foi satisfatório e acabou assinando seu primeiro contrato profissional com o Galo em 14 de janeiro de 2020, válido por um ano e sendo integrado ao elenco profissional do time.
Não chegou a estrear pelo profissional do clube, tendo sido emprestado ao Fortaleza em 12 de fevereiro para o Sub-20 do clube juntamente com outro colega.

### Atlético Cearense
Disputou 33 partidas com sete gols e duas assistências, destacando-se ao ajudar o clube no acesso à Série C de 2022.

### Madureira
Em 17 de dezembro de 2021, Erick Pulga foi anunciado como novo reforço do Madureira por empréstimo até o fim do Campeonato Carioca de 2022. Entretanto, teve passagem sem brilho pelo Tricolor Suburbano com apenas um gol feito em dezembro partidas.

### Campinense
Em março de 2022, foi confirmado sua chegada por empréstimo ao Campinense para a disputa da Série C. Apesar de alguns bons jogos, não teve o rendimento desejado e disputou somente 18 jogos, sendo liberado em agosto do mesmo ano. Também conquistou o Campeonato Paraibano.

### Ferroviário
Em 8 de novembro de 2022, foi anunciada a sua chegada ao Ferroviário. Até março do ano seguinte, Pulga era um dos principais destaques do clube cearense com nove gols e três assistências em 17 partidas, sendo artilheiro da Copa do Nordeste até então com cinco tentos. Inclusive foi especulado sobre uma possível ida ao Ceará após o fim do estadual, onde Pulga teria assinado um pré-contrato com o clube no mesmo mês. Ao todo, foram 22 partidas pelo Tubarão da Barra, com nove gols e três assistências.

### Ceará

#### 2023
Em 29 de março, Erick Pulga foi anunciado como nova contratação do Ceará, assinando contrato até 2025. O clube ainda obteve 50% dos direitos do jogador mais 10% de vitrine numa futura venda. Fez sua estreia em 14 de abril na primeira rodada do Campeonato Brasileiro - Série B, na derrota para o Ituano por 2–0. Apesar a derrota, Pulga teve bons números: atuando por 30 minutos e entrando no segundo tempo, participou do jogo e deu volume ofensivo ao time.
Na reta final da Série B, Pulga ganhou mais espaço no time com Vagner Mancini e marcou seu primeiro gol pelo Vozão na 16ª partida pelo clube, em 12 de novembro na vitória por 2–0 sobre o Mirassol na 36ª rodada da Série B. Terminou a temporada com 18 jogos e um gol, onde passou por período de adaptação difícil.

#### 2024
Nessa temporada começou em alta, chegando a ter uma média de uma participação em gol por jogo logo no início da temporada, ao mesmo tempo em que era artilheiro do campeonato cearense (cinco gols) e da Copa do Nordeste (três gols, juntamente com Thaciano e Gustavo Coutinho).
Sagrou-se campeão cearense com o Ceará após bater o Fortaleza nos pênaltis por 3–2 após um empate por 1–1 no tempo normal do jogo de volta, quebrando a sequência campeã seguida do rival de cinco anos. Erick foi o artilheiro do certame com cinco gols além de um dos protagonistas do time. Também foi eleito para a seleção do torneio ao final.
Ao marcar dois gols contra o Guarani pela 19ª rodada da Série B, chegou a quatro gols em três partidas e assumiu a artilharia da equipe na competição com seis gols, ultrapassando Saulo Mineiro. O grande momento vivido com 15 gols na temporada o fez ser procurado pelo Corinthians em agosto, que tentava sua contratação desde o início da janela de transferências do meio do ano. Contudo, apesar da diretoria do Vozão aceitar que Pulga conversasse com o clube paulista, não liberou-o por sua importância na equipe.
Ao marcar na goleada por 4–0 sobre o Vila Nova em 23 de setembro, assumiu a artilharia da Série B com nove gols juntamente com Aylon e Caio Dantas e tornou-se o quinto maior goleador do Ceará dentre as últimas dez temporadas, com 18 gols ao todo.
Terminou como artilheiro da Série B com 13 gols, tendo disputado 35 jogos na competição (todos como titular) e ajudado o Vozão no acesso para Série A. Ao todo foram 51 partidas e 22 gols na temporada, sendo também o artilheiro do time e considerado o principal jogador. Foi eleito para a seleção da Série B feita pelo comentarista Cabral Neto, do ge, e a seleção feita pela plataforma Sofascore.

### Bahia

#### 2025
Em 8 de janeiro de 2025, o Bahia anunciou a contratação de Erick Pulga, vindo do Ceará, com um contrato até 2029.
No dia 23 de janeiro de 2025, Pulga estreia pelo Esquadrão, na goleada de 4 a 0 pela primeira rodada da Copa do Nordeste contra o Sampaio Corrêa, na Arena Fonte Nova, saindo do banco. Após assistência de Ademir, Pulga mandou a bola pra rede e fechou o placar do jogo.

## Vida pessoal
Erick ganhou o apelido de “Pulga” por sua magreza, baixa estatura e por sua velocidade. Seu irmão, Thiago “Pulguinha” (tem o apelido pelo mesmo motivo), também é futebolista e chegou a treinar com Erick quando ambos estavam no Ferroviário.

## Títulos
Campinense
- Campeonato Paraibano: 2022

Ceará
- Campeonato Cearense: 2024

Bahia
- Campeonato Baiano: 2025[32]

### Prêmios Individuais
- Seleção do Campeonato Cearense de 2024

### Artilharias
- Campeonato Cearense de 2024: 5 gols
- Campeonato Brasileiro de 2024 - Série B: 13 gols